# Первая улица (Салават)
Первая улица (башк. Беренсе урамы) — улица в городе Салавате. Проходит в 16-м квартале в старой части города.

## История
Застройка улицы началась в 1949 году.   
Улица застроена в основном 2-х этажными домами.

## Трасса
Первая улица начинается от улицы Чапаева и заканчивается на улице Пугачёва.

## Транспорт
По Первой улице транспорт не ходит.